# تايلاند في الألعاب البارالمبية الصيفية 2020
تايلاند نافست في الألعاب البارالمبية الصيفية 2020 من 24 أغسطس إلى 5 سبتمبر 2021. كانت هذه المشاركة العاشرة للبلاد في الألعاب البارالمبية.

## الحائزون على الميداليات
| الميدالية | الاسم                                                                    | الرياضة                       | الحدث                | التاريخ  |
| --------- | ------------------------------------------------------------------------ | ----------------------------- | -------------------- | -------- |
| ذهبية     | فونغساكورن باي يو                                                        | ألعاب القوى                   | 100 متر رجال T53     | 29 أغسطس |
| ذهبية     | فونغساكورن باي يو                                                        | ألعاب القوى                   | 400 متر رجال T53     | 1 سبتمبر |
| ذهبية     | آثي وات باي نيا                                                          | ألعاب القوى                   | 400 متر رجال T54     | 1 سبتمبر |
| ذهبية     | فونغساكورن باي يو                                                        | ألعاب القوى                   | 800 متر رجال T53     | 2 سبتمبر |
| ذهبية     | ويتسانو هوادي براديت سوبين تيبماني واتشارافون فونغ سا ووراووت ساينغ أمبا | البوتشيا                      | فريق مختلط BC1–2     | 4 سبتمبر |
| فضية      | آثي وات باي نيا                                                          | ألعاب القوى                   | 100 متر رجال T54     | 29 أغسطس |
| فضية      | براوات واهو رام                                                          | ألعاب القوى                   | ماراثون رجال T54     | 31 أغسطس |
| فضية      | بورنتشوك لربيين                                                          | البوتشيا                      | فردي مختلط BC4       | 1 سبتمبر |
| فضية      | واتشارافون فونغ سا                                                       | البوتشيا                      | فردي مختلط BC2       | 1 سبتمبر |
| فضية      | سوجيرات بوك خام                                                          | الريشة الطائرة                | فردي سيدات WH1       | 4 سبتمبر |
| برونزية   | سايسوني يانا                                                             | المبارزة على الكراسي المتحركة | سيف المبارزة سيدات B | 26 أغسطس |
| برونزية   | رونغ روج تاي نيوم                                                        | تنس الطاولة                   | فردي رجال – فئة 6    | 28 أغسطس |
| برونزية   | بوثارت كونغ راك                                                          | ألعاب القوى                   | 1500 متر رجال T54    | 28 أغسطس |
| برونزية   | بوثارت كونغ راك                                                          | ألعاب القوى                   | 5000 متر رجال T54    | 31 أغسطس |
| برونزية   | أنوراك لاو وونغ يوتا جاك غلين بان تشون ثيرايو تشو وونغ                   | تنس الطاولة                   | فريق رجال – فئة 3    | 1 سبتمبر |
| برونزية   | خوانسودا فوانغكيتشا                                                      | التايكوندو                    | 49 كغم سيدات         | 2 سبتمبر |
| برونزية   | سايشون كونجين                                                            | ألعاب القوى                   | 800 متر رجال T54     | 2 سبتمبر |
| برونزية   | سوجيرات بوك خام أمنوي ويتويتان                                           | الريشة الطائرة                | زوجي سيدات WH1–WH2   | 5 سبتمبر |

## المنافسون
| الرياضة                       | رجال | سيدات | الإجمالي |
| ----------------------------- | ---- | ----- | -------- |
| الرماية                       | 3    | 2     | 5        |
| ألعاب القوى                   | 9    | 4     | 13       |
| الريشة الطائرة                | 3    | 4     | 7        |
| البوتشيا                      | 6    | 4     | 10       |
| ركوب الدراجات                 | 1    | 0     | 1        |
| كرة القدم الخماسية للمكفوفين  | 10   | 0     | 10       |
| الجودو                        | 0    | 1     | 1        |
| رفع الأثقال                   | 2    | 1     | 3        |
| الرماية                       | 3    | 2     | 5        |
| السباحة                       | 3    | 1     | 4        |
| تنس الطاولة                   | 8    | 4     | 12       |
| التايكوندو                    | 0    | 1     | 1        |
| المبارزة على الكراسي المتحركة | 0    | 1     | 1        |
| تنس الكراسي المتحركة          | 2    | 1     | 3        |
| الإجمالي                      | 50   | 26    | 76       |

## الرماية
وقد ضمنت تايلاند ثلاث حصص في رماية القوس للرجال بعد النجاح في بطولة العالم للرماية لذوي الاحتياجات الخاصة 2019 في سيرتوخيمبوس، هولندا. تم الحصول على حصتين في أحداث الرجال بواسطة راميي قوس مركبين، أنان أونغابينان (المركز السادس في البطولة الثانوية) وسينغ بي روم كوم سان (المركز السابع في البطولة الثانوية). كما حصل على حصة أخرى الرامي الحائز على الميدالية الفضية في ألعاب ريو، هانروتشاي نيتسيري (بطل البطولة الثانوية).
وقد ضمنت تايلاند حصة أخرى في رماية القوس للسيدات بعد النجاح في بطولة التأهيل القارية الآسيوية 2019 في بانكوك، تايلاند. وحصلت على حصة في أحداث السيدات رامية قوس recurve، باتاوايو باتارافون.
وبموجب قواعد التأهيل البارالمبية، فإن اللجنة البارالمبية الوطنية التي أهّلت راميًا في كل من منافسات الرجال والسيدات في نفس الفئة، ستدخل فريقًا مختلطًا (رجل واحد، امرأة واحدة) في حدث الفريق ذي الصلة.
قوس مركب مفتوح
| الرياضي                                                      | الأحداث    | جولة التصنيف | جولة التصنيف | دور الـ 32    | دور الـ 16    | ربع النهائي   | نصف النهائي   | النهائيات     | الترتيب  |
| الرياضي                                                      | الأحداث    | النتيجة      | الترتيب      | الخصم النتيجة | الخصم النتيجة | الخصم النتيجة | الخصم النتيجة | الخصم النتيجة | الترتيب  |
| ------------------------------------------------------------ | ---------- | ------------ | ------------ | ------------- | ------------- | ------------- | ------------- | ------------- | -------- |
| أنان أونغابينان                                              | فردي رجال  | 686          | 15           | تلقائي        | خ 130–143     | لم يتقدم      | لم يتقدم      | لم يتقدم      | لم يتقدم |
| كوم سان سينغ بي روم                                          | فردي رجال  | 671          | 27           | تلقائي        | خ 140–142     | لم يتقدم      | لم يتقدم      | لم يتقدم      | لم يتقدم |
| برا با بورن هوم جانثو يك                                     | فردي سيدات | 643          | 23           | —             | خ 133–133     | لم تتقدم      | لم تتقدم      | لم تتقدم      | لم تتقدم |
| برا با بورن هوم جانثو يك أنان أونغابينان كوم سان سينغ بي روم | مركب مفتوح | —            | —            | —             | —             | خ 141-147     | لم يتقدم      | لم يتقدم      | لم يتقدم |

قوس recurve مفتوح
| الرياضي                              | الأحداث           | جولة التصنيف | جولة التصنيف | دور الـ 16    | ربع النهائي   | نصف النهائي   | النهائيات     | الترتيب  |
| الرياضي                              | الأحداث           | النتيجة      | الترتيب      | الخصم النتيجة | الخصم النتيجة | الخصم النتيجة | الخصم النتيجة | الترتيب  |
| ------------------------------------ | ----------------- | ------------ | ------------ | ------------- | ------------- | ------------- | ------------- | -------- |
| هانروتشاي نيتسيري                    | فردي رجال         | 632          | 4            | خ 133–133     | لم يتقدم      | لم يتقدم      | لم يتقدم      | لم يتقدم |
| باتاوايو باتارافون                   | فردي سيدات        | 599          | 6            | خ 1–7         | لم تتقدم      | لم تتقدم      | لم تتقدم      | لم تتقدم |
| باتاوايو باتارافون هانروتشاي نيتسيري | قوس recurve مفتوح | —            | —            | خ 4–5         | لم يتقدم      | لم يتقدم      | لم يتقدم      | لم يتقدم |

## ألعاب القوى
ضمن أربعة متسابقين على الكراسي المتحركة من الرجال ومتسابقتين من النساء تسع حصص بعد النجاح في بطولة العالم لألعاب القوى لذوي الاحتياجات الخاصة 2019 في دبي، الإمارات العربية المتحدة. في هذا الحدث، سيحصل أفضل أربعة رياضيين مصنفين في كل حدث فردي على حصة تأهيل واحدة لـلجنتهم البارالمبية الوطنية المعنية، وفي حالة حصول رياضي على المرتبة الأولى إلى الرابعة في أكثر من حدث ميدالية واحد، لا يمكن للرياضي الحصول إلا على حصة تأهيل واحدة للجنته البارالمبية الوطنية.
في 8 نوفمبر، تأهل فونغساكورن باي يو بفوزه بميدالية برونزية في بطولة العالم لألعاب القوى لذوي الاحتياجات الخاصة 2019. ثم تأهل بالفوز في بطولة العالم لألعاب القوى لذوي الاحتياجات الخاصة 2019 في 9 نوفمبر. تأهل تشاي وات راتانا بحصوله على المركز الرابع في بطولة العالم لألعاب القوى لذوي الاحتياجات الخاصة 2019، في 10 نوفمبر. فازت سوني بورن تانوموونغ ومرشدها باتشاي سريكامبان بميدالية برونزية وتأهلا في بطولة العالم لألعاب القوى لذوي الاحتياجات الخاصة 2019 في نفس اليوم. في 11 نوفمبر، تأهل كل من براوات واهو رام وراوات تانا في بطولة العالم لألعاب القوى لذوي الاحتياجات الخاصة 2019 بعد فوز الأول بميدالية ذهبية والثاني بالمركز الرابع على التوالي. حصة أخرى تأهل بها فونغساكورن هي بطولة العالم لألعاب القوى لذوي الاحتياجات الخاصة 2019 بعد فوزه بميدالية فضية في 12 نوفمبر. في 13 نوفمبر، فاز براوات بميدالية ذهبية مرة أخرى وتأهل في بطولة العالم لألعاب القوى لذوي الاحتياجات الخاصة 2019. آخر حصة لهذا الحدث فازت بها أوراو ان كاي سينغ بعد حصولها على المركز الرابع في بطولة العالم لألعاب القوى لذوي الاحتياجات الخاصة 2019 في 15 نوفمبر.
أحداث المضمار
رجال
| الرياضي           | الأحداث            | التصفيات                   | التصفيات | نصف النهائي | نصف النهائي | النهائي                    | النهائي  |
| الرياضي           | الأحداث            | الوقت                      | الترتيب  | الوقت       | الترتيب     | الوقت                      | الترتيب  |
| ----------------- | ------------------ | -------------------------- | -------- | ----------- | ----------- | -------------------------- | -------- |
| تشاي وات راتانا   | 100 متر رجال T34   | —                          | —        | —           | —           | 15.87                      | 6        |
| تشاي وات راتانا   | 400 متر رجال T34   | 1:53.75                    | 5        | —           | —           | لم يتقدم                   | لم يتقدم |
| فونغساكورن باي يو | 100 متر رجال T53   | 14.30 رقم قياسي بارالمبي   | 1 تأهل   | —           | —           | 14.20 رقم قياسي عالمي      | الأول    |
| فونغساكورن باي يو | 400 متر رجال T53   | 47.31 رقم قياسي بارالمبي   | 1 تأهل   | —           | —           | 46.61 WR                   | الأول    |
| فونغساكورن باي يو | 800 متر رجال T53   | 1:40.28 رقم قياسي بارالمبي | 1 تأهل   | —           | —           | 1:36.07 رقم قياسي بارالمبي | الأول    |
| بيتشيت كرونغيت    | 100 متر رجال T53   | 15.30                      | 4 تأهل   | —           | —           | 15.43                      | 6        |
| بيتشيت كرونغيت    | 400 متر رجال T53   | 48.70                      | 2 تأهل   | —           | —           | 49.96                      | 5        |
| بيتشيت كرونغيت    | 800 متر رجال T53   | 1:40.90                    | 2 تأهل   | —           | —           | 1:40.09                    | 5        |
| ماسا بيري أرساي   | 1500 متر رجال T54  | DQ                         | DQ       | —           | —           | لم يتقدم                   | لم يتقدم |
| ماسا بيري أرساي   | 5000 متر رجال T54  | 1:40.90                    | 2 تأهل   | —           | —           | 1:42.09                    | 7        |
| آثي وات باي نيا   | 100 متر رجال T54   | 14.00                      | 1 تأهل   | —           | —           | 13.76 AR                   | الأول    |
| آثي وات باي نيا   | 400 متر رجال T54   | 44.87 رقم قياسي بارالمبي   | 1 تأهل   | —           | —           | 45.73                      | الثاني   |
| سايشون كونجين     | 100 متر رجال T54   | 14.39                      | 5        | —           | —           | لم يتقدم                   | لم يتقدم |
| سايشون كونجين     | 400 متر رجال T54   | 46.49                      | 3 تأهل   | —           | —           | 46.42                      | 4        |
| سايشون كونجين     | 800 متر رجال T54   | 1:37.08                    | 2 تأهل   | —           | —           | 1:34.19                    | الثالث   |
| بوثارت كونغ راك   | 1500 متر رجال T54  | 47.42                      | 1 تأهل   | —           | —           | 47.56                      | 8        |
| بوثارت كونغ راك   | 5000 متر رجال T54  | 1:34.96                    | 2 تأهل   | —           | —           | 1:35.86                    | 7        |
| بوثارت كونغ راك   | ماراثون رجال T54   | 2:56.03                    | 4 تأهل   | —           | —           | 2:50.68 PB                 | الثالث   |
| بوثارت كونغ راك   | 10000 متر رجال T54 | 10:11.36                   | 4 تأهل   | —           | —           | 10:30.37                   | الثالث   |
| براوات واهو رام   | 800 متر رجال T54   | 1:33.59                    | 1 تأهل   | —           | —           | 1:34.58                    | 6        |
| براوات واهو رام   | ماراثون رجال T54   | 3:03.07                    | 1 تأهل   | —           | —           | 2:50.20 AR                 | الثاني   |
| براوات واهو رام   | 10000 متر رجال T54 | 10:14.91                   | 1 تأهل   | —           | —           | 10:30.59                   | 6        |

سيدات
| الرياضية             | الأحداث           | التصفيات | التصفيات | نصف النهائي | نصف النهائي | النهائي  | النهائي  |
| الرياضية             | الأحداث           | الوقت    | الترتيب  | الوقت       | الترتيب     | الوقت    | الترتيب  |
| -------------------- | ----------------- | -------- | -------- | ----------- | ----------- | -------- | -------- |
| سوني بورن تانوموونغ  | 100 متر سيدات T11 | 27.33    | 2        | لم تتقدم    | لم تتقدم    | لم تتقدم | لم تتقدم |
| سوني بورن تانوموونغ  | 200 متر سيدات T11 | DNS      | DNS      | لم تتقدم    | لم تتقدم    | لم تتقدم | لم تتقدم |
| أوراو ان كاي سينغ    | 400 متر سيدات T20 | 1:03.06  | 5        | —           | —           | لم تتقدم | لم تتقدم |
| باغ جي را بورن غاغون | 100 متر سيدات T47 | 13.25    | 7        | —           | —           | لم تتقدم | لم تتقدم |
| باغ جي را بورن غاغون | 200 متر سيدات T47 | 27.83    | 5        | —           | —           | لم تتقدم | لم تتقدم |

أحداث الميدان
رجال
| الرياضي           | الأحداث           | النتيجة | الترتيب |
| ----------------- | ----------------- | ------- | ------- |
| أنغكارن تشا نابون | وثب عالي رجال T47 | 1.89    | 7       |

سيدات
| الرياضية           | الأحداث            | النتيجة | الترتيب |
| ------------------ | ------------------ | ------- | ------- |
| جانجيرا بان يا تيب | وثب طويل سيدات T47 | 4.32    | 8       |

## تنس الريشة
رجال
| الرياضي                         | الحدث             | مرحلة المجموعات                 | مرحلة المجموعات         | مرحلة المجموعات | مرحلة المجموعات | ربع النهائي      | نصف النهائي                     | النهائي / BM                       | النهائي / BM |
| الرياضي                         | الحدث             | الخصم النتيجة                   | الخصم النتيجة           | الخصم النتيجة   | الترتيب         | الخصم النتيجة    | الخصم النتيجة                   | الخصم النتيجة                      | الترتيب      |
| ------------------------------- | ----------------- | ------------------------------- | ----------------------- | --------------- | --------------- | ---------------- | ------------------------------- | ---------------------------------- | ------------ |
| جاكارين هوم هوال                | فردي رجال WH1     | خ (21–23، 16–21)                | ف (21–19، 17–21، 21–12) | —               | 2 تأهل          | خ (14–21، 16–21) | لم يتقدم                        | لم يتقدم                           | لم يتقدم     |
| دومينيرن جونثونغ                | فردي رجال WH2     | خ (21-18، 15-21، 12-21)         | خ (12–21، 6–21)         | —               | 3               | لم يتقدم         | لم يتقدم                        | لم يتقدم                           | لم يتقدم     |
| سيري بونغ تي ماريون             | فردي رجال SL4     | خ (7-21، 13-21)                 | خ (17–21، 11–21)        | خ (17–21، 8–21) | 4               | —                | لم يتقدم                        | لم يتقدم                           | لم يتقدم     |
| جاكارين هوم هوال دوميرن جونثونغ | زوجي رجال WH1–WH2 | / كيم جونغ جون خ (19–21، 12–21) | ف (21–11، 21–19)        | —               | 2 تأهل          | —                | / كيم جونغ جون خ (18–21، 13–21) | / دايكي كاجي وارا خ (18–21، 19–21) | 4            |

سيدات
| الرياضية                            | الحدث              | مرحلة المجموعات                 | مرحلة المجموعات                  | مرحلة المجموعات | مرحلة المجموعات | ربع النهائي      | نصف النهائي                        | النهائي / BM                        | النهائي / BM |
| الرياضية                            | الحدث              | الخصم النتيجة                   | الخصم النتيجة                    | الخصم النتيجة   | الترتيب         | الخصم النتيجة    | الخصم النتيجة                      | الخصم النتيجة                       | الترتيب      |
| ----------------------------------- | ------------------ | ------------------------------- | -------------------------------- | --------------- | --------------- | ---------------- | ---------------------------------- | ----------------------------------- | ------------ |
| سوجيرات بوك خام                     | فردي سيدات WH1     | ف (21–12، 21–15)                | ف (21–4، 21–9)                   | ف (21–4، 21–19) | 1 تأهل          | تلقائي           | ف (21–11، 21–7)                    | خ (21–14، 19–21، 13–21)             | الثاني       |
| أمنوي ويتويتان                      | فردي سيدات WH2     | ف (14–21، 17–21)                | خ (16–21، 3–21)                  | —               | 2 تأهل          | خ (10–21، 15–21) | لم تتقدم                           | لم تتقدم                            | لم تتقدم     |
| شينيدا سري نافاكول                  | فردي سيدات SL4     | ف (22–20، 20–22، 21–13)         | ف (21–8، 21–16)                  | خ (14–21، 8–21) | 2               | —                | لم تتقدم                           | لم تتقدم                            | لم تتقدم     |
| نيبادا ساين سوبا                    | فردي سيدات SL4     | خ (17–21، 10–21)                | خ (10–21، 0r–0)                  | —               | 3               | —                | لم تتقدم                           | لم تتقدم                            | لم تتقدم     |
| سوجيرات بوك خام أمنوي ويتويتان      | زوجي سيدات WH1–WH2 | / لي سان-أي ف (21–9، 21–16)     | / يوما ياما زاكي خ (16–21، 9–21) | —               | 2 تأهل          | —                | / يوما ياما زاكي< خ (17–21، 16–21) | / كارين سوتر-إيراث ف (21–11، 21–12) | الثالث       |
| نيبادا ساين سوبا شينيدا سري نافاكول | زوجي سيدات SL3–SU5 | / خليمة ساديياه خ (9–21، 13–21) | / أياكو سوزوكي خ (11–21، 17–21)  | —               | 3               | —                | لم تتقدم                           | لم تتقدم                            | لم تتقدم     |

مختلط
| الرياضي                              | الحدث              | مرحلة المجموعات                 | مرحلة المجموعات               | مرحلة المجموعات | نصف النهائي   | النهائي / BM  | النهائي / BM |
| الرياضي                              | الحدث              | الخصم النتيجة                   | الخصم النتيجة                 | الترتيب         | الخصم النتيجة | الخصم النتيجة | الترتيب      |
| ------------------------------------ | ------------------ | ------------------------------- | ----------------------------- | --------------- | ------------- | ------------- | ------------ |
| سيري بونغ تي ماريون نيبادا ساين سوبا | زوجي مختلط SL3–SU5 | / فاوستين نويل خ (18–21، 18–21) | / بالاك كولي خ (15–21، 19–21) | 3               | لم يتقدم      | لم يتقدم      | لم يتقدم     |

## البوتشيا
تم تأمين ثماني حصص للجنة البارالمبية الوطنية وثلاث حصص رياضية فردية. يجب على أي رياضي مؤهل عبر حصة اللجنة البارالمبية الوطنية المشاركة في أحداث الزوجي والفرق. ويمكن للجنة البارالمبية الوطنية التي تأهلت في أحداث الزوجي والفرق إدخال رياضي واحد في كل حدث فردي.
تم تأمين أربع حصص بعد النجاح في بطولة آسيا/أوقيانوسيا BISFed Boccia لعام 2019 في سول، كوريا الجنوبية. في هذا الحدث، سيحصل الفائزون في كل بطولة إقليمية باستثناء الدولة المضيفة، اليابان في أحداث الزوجي والفرق على حصة تأهيل واحدة لـلجنتهم البارالمبية الوطنية المعنية وليس للرياضي الفردي. في 7 يوليو، فاز ووراووت ساينغ أمبا بميدالية ذهبية في حدث فردي مختلط BC1 وحقق أول حصة للبوتشيا التايلاندية. تم تأمين حصة فريق مختلط BC1–2 بعد فوز تايلاند على كوريا الجنوبية بنتيجة 12–1 في المباراة النهائية بفريق مكون من ويتسانو هوادي براديت، ناتها ووت ديم ماك، سوبين تي بماني، ووراووت ساينغ أمبا، وواتشارافون فونغ سا في 9 يوليو.
تم إصدار تصنيف العالم BISFed للمؤهلات البارالمبية في 31 ديسمبر 2019. لأحداث الزوجي والفرق، سيحصل الستة الأعلى تصنيفاً، غير المؤهلين بطريقة أخرى، على حصة تأهيل واحدة لـلجنتهم البارالمبية الوطنية المعنية. بالنسبة للأحداث الفردية، سيحصل الأربعة الأعلى تصنيفاً وأعلى الرياضيين الإناث الذين لم تتأهل لجنتهم البارالمبية الوطنية لأحداث الزوجي والفرق على حصة تأهيل واحدة عبر حصة فردية. ضمنت تايلاند سبع حصص من حدثين زوجيين وخمسة أحداث فردية. ثلاث من أصل خمس حصص فردية كانت لـويتسانو هوادي براديت في BC1، وووراووت ساينغ أمبا في BC2، وبورنتشوك لربيين في BC4.
فردي
| الرياضي               | الأحداث   | مباريات المجموعات                                                | مباريات المجموعات        | مباريات المجموعات                                              | مباريات المجموعات   | مباريات المجموعات | ربع النهائي                                                    | نصف النهائي              | النهائي / BM             | النهائي / BM |
| الرياضي               | الأحداث   | الخصم النتيجة                                                    | الخصم النتيجة            | الخصم النتيجة                                                  | الخصم النتيجة       | الترتيب           | الخصم النتيجة                                                  | الخصم النتيجة            | الخصم النتيجة            | الترتيب      |
| --------------------- | --------- | ---------------------------------------------------------------- | ------------------------ | -------------------------------------------------------------- | ------------------- | ----------------- | -------------------------------------------------------------- | ------------------------ | ------------------------ | ------------ |
| ويتسانو هوادي براديت  | مختلط BC1 | أندريزا فيتوريا دي أوليفيرا ف 5−4                                | كاترينا شورينوفا ف 9−4   | تشو وي لون خ 3–3*                                              | جونغ سونغ-جون ف 3−2 | 2 تأهل            | دافيد سميث خ 1−6                                               | لم يتقدم                 | لم يتقدم                 | لم يتقدم     |
| سوبين تي بماني        | مختلط BC1 | قالب:بيانات بلد اللجنة البارالمبية الروسية ميخائيل غوتنيك خ 1−11 | دانييل بيريز خ 0−11      | قالب:بيانات بلد اللجنة البارالمبية الروسية أولغا دولغوفا ف 6−0 | غيلرمي مورايش خ 1−4 | 5                 | لم يتقدم                                                       | لم يتقدم                 | لم يتقدم                 | لم يتقدم     |
| ووراووت ساينغ أمبا    | مختلط BC2 | ويل هي بويل ف 16−0                                               | فرانسيس روم بوتس ف 2*−2  | روبرت ميزيك ف 10−4                                             | —                   | 1 تأهل            | لان تشي جيان ف 8−5                                             | واتشارافون فونغ سا خ 3−4 | ماسيل سانتوس خ 3−4       | 4            |
| واتشارافون فونغ سا    | مختلط BC2 | نيلسون فيرناندس ف 9−0                                            | ناتالي دي فارييا ف 14−0  | ناداف ليفي ف 10−0                                              | —                   | 1 تأهل            | قالب:بيانات بلد اللجنة البارالمبية الروسية دميتري كوزمين ف 6−4 | ووراووت ساينغ أمبا ف 4−3 | هيديتاكا سوغيمورا خ 0−5  | الثاني       |
| سومبون تشاي بان تشون  | مختلط BC3 | دانييل ميشيل خ 0−9                                               | إيفلين دي أوليفيرا خ 1−8 | ماريا بيورستروم خ 0−7                                          | —                   | 4                 | لم يتقدم                                                       | لم يتقدم                 | لم يتقدم                 | لم يتقدم     |
| بورنتشوك لربيين       | مختلط BC4 | ريت هي كراي سوم سانوك ف 4−1                                      | لويس ساوندرز ف 7−1       | صموئيل أندريه تشيك ف 4−1                                       | —                   | 1 تأهل            | يوكليدس غريساليس ف 6−3                                         | ليونغ يوك وينغ ف 6−3     | صموئيل أندريه تشيك خ 0−4 | الثاني       |
| ريت هي كراي سوم سانوك | مختلط BC4 | بورنتشوك لربيين خ 1−4                                            | صموئيل أندريه تشيك خ 0−8 | لويس ساوندرز ف 9−0                                             | —                   | 3                 | لم يتقدم                                                       | لم يتقدم                 | لم يتقدم                 | لم يتقدم     |

زوجي
| الرياضيون                                                | الأحداث   | مباريات المجموعات | مباريات المجموعات | مباريات المجموعات                                | مباريات المجموعات | مباريات المجموعات | نصف النهائي   | النهائي / BM  | النهائي / BM |
| الرياضيون                                                | الأحداث   | الخصم النتيجة     | الخصم النتيجة     | الخصم النتيجة                                    | الخصم النتيجة     | الترتيب           | الخصم النتيجة | الخصم النتيجة | الترتيب      |
| -------------------------------------------------------- | --------- | ----------------- | ----------------- | ------------------------------------------------ | ----------------- | ----------------- | ------------- | ------------- | ------------ |
| سومبون تشاي بان تشون لاداماني كلا-هان إيكارات تشايم تشوي | مختلط BC3 | خ 2–5             | ف 4–2             | خ 1–4                                            | ف 7–3             | 3                 | لم يتقدم      | لم يتقدم      | لم يتقدم     |
| ريت هي كراي سوم سانوك بورنتشوك لربيين نوان تشان فون سيلا | مختلط BC4 | ف 3–2             | ف 8–2             | قالب:بيانات بلد اللجنة البارالمبية الروسية خ 2–5 | خ 1–5             | 3                 | لم يتقدم      | لم يتقدم      | لم يتقدم     |

فريق
| الرياضيون                                                                 | الحدث       | مباريات المجموعات | مباريات المجموعات | مباريات المجموعات                                 | مباريات المجموعات | مباريات المجموعات | نصف النهائي   | النهائي / BM  | النهائي / BM |
| الرياضيون                                                                 | الحدث       | الخصم النتيجة     | الخصم النتيجة     | الخصم النتيجة                                     | الخصم النتيجة     | الترتيب           | الخصم النتيجة | الخصم النتيجة | الترتيب      |
| ------------------------------------------------------------------------- | ----------- | ----------------- | ----------------- | ------------------------------------------------- | ----------------- | ----------------- | ------------- | ------------- | ------------ |
| ويتسانو هوادي براديت واتشارافون فونغ سا ووراووت ساينغ أمبا سوبين تي بماني | مختلط BC1–2 | ف 11–2            | ف 9–2             | قالب:بيانات بلد اللجنة البارالمبية الروسية ف 13–0 | خ 3–6             | 2 تأهل            | ف 8–3         | ف 8–2         | الأول        |

## ركوب الدراجات
رشحت تايلاند دراجًا واحدًا للمشاركة في أحداث ركوب الدراجات في دورة الألعاب البارالمبية 2020.
| الرياضي              | الحدث                 | الوقت      | الترتيب |
| -------------------- | --------------------- | ---------- | ------- |
| فونغ تشاي يانا رو دي | سباق الطريق رجال H1–2 | DNF        | –       |
| فونغ تشاي يانا رو دي | سباق الزمن رجال H2    | 1:30:40.98 | 6       |

## كرة القدم الخماسية للمكفوفين
تأهلت تايلاند للمنافسة في كرة القدم الخماسية للمكفوفين في دورة الألعاب البارالمبية الصيفية 2020 لأول مرة بعد انسحاب إيران.
كرة القدم الخماسية للمكفوفين في الألعاب البارالمبية الصيفية 2020 – فرق الرجال
| الفريق            | الحدث                        | مرحلة المجموعات | مرحلة المجموعات | مرحلة المجموعات | مرحلة المجموعات | نصف النهائي   | النهائي / BM               | النهائي / BM |
| الفريق            | الحدث                        | الخصم النتيجة   | الخصم النتيجة   | الخصم النتيجة   | الترتيب         | الخصم النتيجة | الخصم النتيجة              | الترتيب      |
| ----------------- | ---------------------------- | --------------- | --------------- | --------------- | --------------- | ------------- | -------------------------- | ------------ |
| فريق تايلاند رجال | كرة القدم الخماسية للمكفوفين | خ 0–1           | خ 0–2           | خ 0–3           | 4               | لم يتقدم      | مباراة المركز السابع ف 3–2 | 7            |

## جودو
| الرياضي                | الحدث        | التمهيديات    | ربع النهائي   | نصف النهائي   | الملحق الجولة الأولى | الملحق النهائي | النهائي / BM  | النهائي / BM |
| الرياضي                | الحدث        | الخصم النتيجة | الخصم النتيجة | الخصم النتيجة | الخصم النتيجة        | الخصم النتيجة  | الخصم النتيجة | الترتيب      |
| ---------------------- | ------------ | ------------- | ------------- | ------------- | -------------------- | -------------- | ------------- | ------------ |
| ميت هي ني وونغ تشوم بو | 52 كغم سيدات | خ 00–10       | لم تتقدم      | لم تتقدم      | لم تتقدم             | لم تتقدم       | لم تتقدم      | لم تتقدم     |

## رفع الأثقال
| الرياضي         | الحدث        | إجمالي الرفع | الترتيب |
| --------------- | ------------ | ------------ | ------- |
| نارونغ كاسانون  | 65 كغم رجال  | 155          | 6       |
| تونغ سا ماراسري | 72 كغم رجال  | 180          | 4       |
| سومخون أنان     | 61 كغم سيدات | –            | NM      |

## الرماية
تنافس راميّان تايلانديان بعد التأهل في أحداث 10 متر بندقية هوائية وقوف رجال SH1 و10 متر بندقية هوائية وقوف سيدات SH1. الراميان هما ويرافون مان سينغ ووانيبا لونغ فيلاي.
| الرياضي             | الحدث                                       | التأهيل | التأهيل | النهائي  | النهائي  |
| الرياضي             | الحدث                                       | النتيجة | الترتيب | النتيجة  | الترتيب  |
| ------------------- | ------------------------------------------- | ------- | ------- | -------- | -------- |
| أنوسون تشاي تشامنان | 10 متر بندقية هوائية وقوف مختلط SH2         | 620.6   | 25      | لم يتقدم | لم يتقدم |
| أنوسون تشاي تشامنان | 10 متر بندقية هوائية استلقاء مختلط SH2      | 632.5   | 17      | لم يتقدم | لم يتقدم |
| أنوسون تشاي تشامنان | 50 متر بندقية استلقاء مختلط SH2             | 614.7   | 25      | لم يتقدم | لم يتقدم |
| أتيديت إن تانون     | R1 – 10 متر بندقية هوائية وقوف رجال SH1     | 607.3   | 14      | لم يتقدم | لم يتقدم |
| أتيديت إن تانون     | 50 متر بندقية 3 أوضاع رجال SH1              | 1142.0  | 12      | لم يتقدم | لم يتقدم |
| أتيديت إن تانون     | R3 – 10 متر بندقية هوائية استلقاء مختلط SH1 | 634.1   | 6 تأهل  | 125.4    | 8        |
| أتيديت إن تانون     | R6 – 50 متر بندقية استلقاء مختلط SH1        | 612.8   | 23      | لم يتقدم | لم يتقدم |
| فيرهابونغ بوينغبوك  | R1 – 10 متر بندقية هوائية وقوف رجال SH1     | 606.8   | 15      | لم يتقدم | لم يتقدم |
| فيرهابونغ بوينغبوك  | 50 متر بندقية 3 أوضاع رجال SH1              | 1112.0  | 19      | لم يتقدم | لم يتقدم |
| شوتيما ساين لار     | 10 متر بندقية هوائية وقوف سيدات SH1         | 603.4   | 21      | لم تتقدم | لم تتقدم |
| شوتيما ساين لار     | 50 متر بندقية 3 أوضاع سيدات SH1             | 1120.0  | 16      | لم تتقدم | لم تتقدم |
| شوتيما ساين لار     | R3 – 10 متر بندقية هوائية استلقاء مختلط SH1 | 623.3   | 44      | لم تتقدم | لم تتقدم |
| شوتيما ساين لار     | R6 – 50 متر بندقية استلقاء مختلط SH1        | 594.9   | 48      | لم تتقدم | لم تتقدم |
| وانيبا لونغ فيلاي   | R2 – 10 متر بندقية هوائية وقوف سيدات SH1    | 614.5   | 12      | لم تتقدم | لم تتقدم |
| وانيبا لونغ فيلاي   | R8 – 50 متر بندقية 3 أوضاع سيدات SH1        | 1147.0  | 8 تأهل  | 395.6    | 8        |
| وانيبا لونغ فيلاي   | R3 – 10 متر بندقية هوائية استلقاء مختلط SH1 | 630.8   | 20      | لم تتقدم | لم تتقدم |
| وانيبا لونغ فيلاي   | R6 – 50 متر بندقية استلقاء مختلط SH1        | 605.3   | 43      | لم تتقدم | لم تتقدم |

## السباحة
نجح سباحان تايلانديان في دخول الأماكن البارالمبية بعد تجاوز الحد الأدنى للتأهيل (MQS).
رجال
| الرياضي               | الأحداث                | التصفيات | التصفيات | النهائي  | النهائي  |
| الرياضي               | الأحداث                | الوقت    | الترتيب  | الوقت    | الترتيب  |
| --------------------- | ---------------------- | -------- | -------- | -------- | -------- |
| فوشيت أينغ تشاي يابوم | 100 متر حرة            | 1:20.97  | 12       | لم يتقدم | لم يتقدم |
| فوشيت أينغ تشاي يابوم | 200 متر حرة            | 2:59.32  | 5        | لم يتقدم | لم يتقدم |
| تشاكورن كايوسري       | 50 متر حرة S3          | 55.61    | 5        | لم يتقدم | لم يتقدم |
| تشاكورن كايوسري       | 50 متر ظهر S3          | 57.81    | 5        | لم يتقدم | لم يتقدم |
| تشاكورن كايوسري       | 50 متر صدر SB2         | DQ       | DQ       | لم يتقدم | لم يتقدم |
| تشاكورن كايوسري       | 150 متر فردي متنوع SM3 | 3:47.52  | 9        | لم يتقدم | لم يتقدم |
| فورافيت كاي وكام      | 100 متر صدر SB4        | 1:57.55  | 5        | لم يتقدم | لم يتقدم |

سيدات
| الرياضية          | الأحداث        | التصفيات | التصفيات | النهائي  | النهائي  |
| الرياضية          | الأحداث        | الوقت    | الترتيب  | الوقت    | الترتيب  |
| ----------------- | -------------- | -------- | -------- | -------- | -------- |
| أن تشايا كيت كايو | 100 متر حرة S9 | 1:09.51  | 6        | لم تتقدم | لم تتقدم |

## تنس الطاولة
تم تأمين ثماني مراكز بما في ذلك خمسة للرجال وثلاثة للسيدات بعد النجاح في بطولات آسيا البارالمبية لتنس الطاولة 2019 في تاي شانغ، تايبيه الصينية وتصنيف الاتحاد الدولي لتنس الطاولة (ITTF) العالمي الذي صدر في 30 يونيو 2020.
فردي رجال
| الرياضي                       | الأحداث | الدور التمهيدي | الدور التمهيدي | الدور التمهيدي | دور الـ 16    | ربع النهائي   | نصف النهائي   | النهائيات     | الترتيب |
| الرياضي                       | الأحداث | الخصم النتيجة  | الخصم النتيجة  | الترتيب        | الخصم النتيجة | الخصم النتيجة | الخصم النتيجة | الخصم النتيجة | الترتيب |
| ----------------------------- | ------- | -------------- | -------------- | -------------- | ------------- | ------------- | ------------- | ------------- | ------- |
| ثيرايو تشو وونغ               | فئة 2   | خ 1–3          | خ 2–3          | 3              | لم يتقدم      | لم يتقدم      | لم يتقدم      | لم يتقدم      | =13     |
| أنوراك لاو وونغ               | فئة 3   | خ 0–3          | خ 2–3          | 3              | لم يتقدم      | لم يتقدم      | لم يتقدم      | لم يتقدم      | =15     |
| يوتا جاك غلين بان تشون        | فئة 3   | ف WO           | ف 3–0          | 1 تأهل         | ف 3–0         | خ 0–3         | لم يتقدم      | لم يتقدم      | =5      |
| وانشاي تشاي ووت               | فئة 4   | خ 2–3          | ف 3–2          | 2 تأهل         | خ 0–3         | لم يتقدم      | لم يتقدم      | لم يتقدم      | =9      |
| رونغ روج تاي نيوم             | فئة 6   | ف 3–0          | ف 3–0          | 1 تأهل         | تلقائي        | ف 3–2         | خ 1–3         | لم يتقدم      | الثالث  |
| شاليرم بونغ بون بو            | فئة 7   | خ 0–3          | خ 0–3          | 3              | لم يتقدم      | لم يتقدم      | لم يتقدم      | لم يتقدم      | =11     |
| كومكريت تشاريتسات             | فئة 8   | خ 0–3          | خ 0–3          | 3              | لم يتقدم      | لم يتقدم      | لم يتقدم      | لم يتقدم      | =15     |
| فيسي ت وونغ فون فا تا نا سيري | فئة 8   | خ 0–3          | ف 0–3          | 2 تأهل         | خ 0–3         | لم يتقدم      | لم يتقدم      | لم يتقدم      | =9      |

فردي سيدات
| الرياضية                        | الأحداث | الدور التمهيدي | الدور التمهيدي                                   | الدور التمهيدي | دور الـ 16    | ربع النهائي   | نصف النهائي   | النهائيات     | الترتيب |
| الرياضية                        | الأحداث | الخصم النتيجة  | الخصم النتيجة                                    | الترتيب        | الخصم النتيجة | الخصم النتيجة | الخصم النتيجة | الخصم النتيجة | الترتيب |
| ------------------------------- | ------- | -------------- | ------------------------------------------------ | -------------- | ------------- | ------------- | ------------- | ------------- | ------- |
| تشيل تشيت بارياك بوت وون سيرينا | فئة 1–2 | خ 0–3          | خ 0–3                                            | 3              | —             | لم تتقدم      | لم تتقدم      | لم تتقدم      | =9      |
| دارارات أسايووت                 | فئة 3   | خ 1–3          | ف 3–1                                            | 2 تأهل         | ف 3–1         | خ 1–3         | لم تتقدم      | لم تتقدم      | =5      |
| ويجي ترا جاي اون                | فئة 4   | خ 2–3          | قالب:بيانات بلد اللجنة البارالمبية الروسية ف 3–0 | 2 تأهل         | خ 2–3         | لم تتقدم      | لم تتقدم      | لم تتقدم      | =9      |
| سيرينغام بانواس                 | فئة 5   | خ 0–3          | ف 3–0                                            | 2 تأهل         | —             | خ 1–3         | لم تتقدم      | لم تتقدم      | =5      |

فرق رجال
| الرياضيون                                              | الأحداث | ربع النهائي   | نصف النهائي   | النهائيات     | الترتيب |
| الرياضيون                                              | الأحداث | الخصم النتيجة | الخصم النتيجة | الخصم النتيجة | الترتيب |
| ------------------------------------------------------ | ------- | ------------- | ------------- | ------------- | ------- |
| ثيرايو تشو وونغ يوتا جاك غلين بان تشون أنوراك لاو وونغ | فئة 3   | ف 2–0         | خ 0–2         | لم يتقدم      | الثالث  |
| رونغ روج تاي نيوم شاليرم بونغ بون بو                   | فئة 6–7 | خ 1–2         | لم يتقدم      | لم يتقدم      | =5      |
| كومكريت تشاريتسات فيسي ت وونغ فون فا تا نا سيري        | فئة 8   | خ 0–2         | لم يتقدم      | لم يتقدم      | =5      |

فرق سيدات
| الرياضيون                                       | الأحداث | ربع النهائي   | نصف النهائي   | النهائيات     | الترتيب |
| الرياضيون                                       | الأحداث | الخصم النتيجة | الخصم النتيجة | الخصم النتيجة | الترتيب |
| ----------------------------------------------- | ------- | ------------- | ------------- | ------------- | ------- |
| تشيل تشيت بارياك بوت وون سيرينا دارارات أسايووت | فئة 1–3 | خ 1–2         | لم يتقدم      | لم يتقدم      | =5      |
| ويجي ترا جاي اون سيرينغام بانواس                | فئة 4–5 | خ 0–2         | لم يتقدم      | لم يتقدم      | =5      |

## التايكوندو
تُعد رياضة التايكوندو البارالمبية أول ظهور لها في البرنامج البارالمبي، وقد تأهلت خوانسودا فوانغ كيتشا لدورة الألعاب البارالمبية الصيفية 2020 عبر التصنيف العالمي.
| الرياضي              | الحدث        | التمهيديات    | ربع النهائي   | نصف النهائي   | الملحق الجولة الأولى | الملحق الجولة الثانية | النهائي / BM  | النهائي / BM |
| الرياضي              | الحدث        | الخصم النتيجة | الخصم النتيجة | الخصم النتيجة | الخصم النتيجة        | الخصم النتيجة         | الخصم النتيجة | الترتيب      |
| -------------------- | ------------ | ------------- | ------------- | ------------- | -------------------- | --------------------- | ------------- | ------------ |
| خوانسودا فوانغ كيتشا | 49 كغم سيدات | ف 17–4        | خ 13–34       | لم يتقدم      | ف 35–3               | ف 33–30               | ف 18–2        | الثالث       |

## تنس الكراسي المتحركة
أهلت تايلاند ثلاث مشاركات في تنس الكراسي المتحركة. تأهلت اثنتان منهن من خلال التصنيف العالمي، بينما تأهلت الأخرى عن طريق حصولها على حصة دعوة اللجنة الثنائية.
| الرياضي                    | الحدث      | دور الـ 64      | دور الـ 32                     | دور الـ 16    | ربع النهائي   | نصف النهائي   | النهائي / BM  | الترتيب |
| الرياضي                    | الحدث      | الخصم النتيجة   | الخصم النتيجة                  | الخصم النتيجة | الخصم النتيجة | الخصم النتيجة | الخصم النتيجة | الترتيب |
| -------------------------- | ---------- | --------------- | ------------------------------ | ------------- | ------------- | ------------- | ------------- | ------- |
| سوثي كلونغ روا             | فردي رجال  | خ 6–4، 2–6، 1–6 | لم يتقدم                       | لم يتقدم      | لم يتقدم      | لم يتقدم      | لم يتقدم      | =33     |
| بانجوب سوان                | فردي رجال  | خ 1–6، 4–6      | لم يتقدم                       | لم يتقدم      | لم يتقدم      | لم يتقدم      | لم يتقدم      | =33     |
| ساخورن خانثاسيت            | فردي سيدات | —               | ف 6–2، 6–4                     | خ 2–6، 4–6    | لم تتقدم      | لم تتقدم      | لم تتقدم      | =9      |
| سوثي كلونغ روا بانجوب سوان | زوجي رجال  | —               | / تاكويا ميكي خ 6–7 (2–7)، 3–6 | لم يتقدم      | لم يتقدم      | لم يتقدم      | لم يتقدم      | =17     |

## مبارزة الكراسي المتحركة
أهلت تايلاند مشاركة واحدة في مبارزة الكراسي المتحركة.
فردي سيدات
| الرياضي      | الأحداث            | الدور التمهيدي | الدور التمهيدي | الدور التمهيدي | الدور التمهيدي | الدور التمهيدي | الدور التمهيدي | الدور التمهيدي | ربع النهائي   | نصف النهائي   | النهائيات     | الترتيب |
| الرياضي      | الأحداث            | الخصم النتيجة  | الخصم النتيجة  | الخصم النتيجة  | الخصم النتيجة  | الخصم النتيجة  | الخصم النتيجة  | الترتيب        | الخصم النتيجة | الخصم النتيجة | الخصم النتيجة | الترتيب |
| ------------ | ------------------ | -------------- | -------------- | -------------- | -------------- | -------------- | -------------- | -------------- | ------------- | ------------- | ------------- | ------- |
| سايسوني يانا | سيف المبارزة فئة B | ف 5–2          | ف 5–3          | خ 1–5          | خ 4–5          | ف 5–0          | ف 5–0          | 2 تأهل         | ف 15–5        | خ 9–15        | ف 15–8        | الثالث  |
| سايسوني يانا | سيف المبارزة فئة B | ف 5–0          | خ 3–5          | ف 5–4          | ف 5–4          | خ 3–5          | —              | 4 تأهل         | خ 11–15       | لم تتقدم      | لم تتقدم      | 7       |